# Siège de Sinope
 (mai 2017).
Si vous disposez d'ouvrages ou d'articles de référence ou si vous connaissez des sites web de qualité traitant du thème abordé ici, merci de compléter l'article en donnant les références utiles à sa vérifiabilité et en les liant à la section « Notes et références ».
Troisième guerre de Mithridate
Le siège de Sinope a lieu pendant la troisième guerre de Mithridate en de 71 av. J.-C. entre les forces romaines de Lucullus et celles de Mithridate VI, roi du Pont.

## Histoire
En 74 av. J.-C. le roi de Bithynie Nicomède IV meurt et lègue son royaume aux Romains.
Mithridate VI considère alors que la présence des Romains à ses frontières est une menace et rouvre les hostilités avec l'aide de Tigrane II d'Arménie. Il bat les troupes du consul Marcus Aurelius Cotta à Chalcédoine puis assiège Cyzique.
Rome envoie alors, en 72 av. J.-C., le proconsul Lucullus pour le contrecarrer.
Après avoir rapidement chassé de Bithynie les troupes de Mithridate VI, Lucullus entre dans la province de Pont et en 71 av. J.-C., assiège et prend Amisos et Héraclée, avant de se présenter devant Sinope dont Mithriade VI avait fait la capitale de ses États.
Le général romain s’en rendit maître et traita humainement les vaincus.

## Bilan
Le roi du Pont est contraint de fuir, pourchassé par les Romains.
Le conflit perdurera jusqu’en 66 av. J.-C.